# Donatia
Donatia is een geslacht van kussenvormende planten uit de familie Stylidiaceae. Het geslacht telt twee soorten die voorkomen op het zuidelijk halfrond. De soort Donatia fascicularis komt voor in Zuid-Patagonië en op Vuurland en de soort Donatia novae-zelandiae komt voor in subalpiene bergregio's op het Noordereiland en Zuidereiland van Nieuw-Zeeland, Stewarteiland en Tasmanië. 

## Soorten
- Donatia fascicularis J.R.Forst. & G.Forst.
- Donatia novae-zelandiae Hook.f.